# 卡梅利娅·迪亚科内斯库
卡梅利娅·迪亚科内斯库（羅馬尼亞語：Camelia Diaconescu，1963年2月2日—），罗马尼亚女子赛艇运动员。她曾代表罗马尼亚参加1984年夏季奥林匹克运动会赛艇比赛，获得女子八人单桨有舵手银牌。